# Нижняя Жужмановка (Козельщинский район)
Нижняя Жужмановка (укр. Нижня Жужманівка) — село,
Солоницкий сельский совет,
Козельщинский район,
Полтавская область,
Украина.
Код КОАТУУ — 5322084907. Население по переписи 2001 года составляло 121 человек.

## Географическое положение
Село Нижняя Жужмановка находится на расстоянии в 0,5 км от сёл Солоница и Шевченки.
Рядом проходит автомобильная дорога М-22 (E 577).

## История
Село указано на трехверстовке Полтавской области. Военно-топографическая карта.1869 года как хутор Гноевый